# مهندسی لجستیک
مهندسی لجستیک (انگلیسی: Logistics engineering) شاخه‌ای از مهندسی است، که به سازمان‌دهی علمی فرایندهای خرید، انتقال، ذخیره‌سازی، توزیع و انبارداری مواد اولیه، کالا و محصولات نهایی می‌پردازد.